# Папатак
Папатакът (Phlebotomus papatasi) е вид двукрило насекомо от семейство Psychodidae.
Видът е основен приносител на паразитите Leishmania tropica и Leishmania major, които могат да причинят инфекциозно заболяване при хората (кожна лайшманиоза). Паразитите се предават заедно със слюнката, която комарът използва по време на ухапването. Приблизително 1,5 млн. нови случая се появяват всяка година, а около 12 млн. души са заразени.

## Описание
Това е малък комар с дължина около 2-3 мм. Оцветяването е бледо жълто. Тялото и крилата са покрити с дълги светли косми.
Слюнката на папатака съдържа вещества, които предотвратяват съсирването на кръвта. При ухапване не се предизвиква дразнене у хората, поради което, най-често, то остава незабележимо.

## Разпространение и местообитание
Видът е често срещан в Средиземноморието, Балканите, Близкия изток, Източна Африка, Пакистан и части от Индия и Китай. Предпочита места с висока влажност (от 45 до 70%).

## Размножаване
Папатаците снасят яйцата си в дупки на гризачи, леговища на други животни или в тъмни пукнатини или ъгли на човешки сгради.
Жизненият цикъл (преминаващ през етапите на яйце, ларва и какавида) до достигане на зряла възраст е приблизително три до четири седмици. Възрастните живеят около тридесет дни.